# Pegoscapus clusiifolidis
Pegoscapus clusiifolidis is een vliesvleugelig insect uit de familie vijgenwespen (Agaonidae). De wetenschappelijke naam is voor het eerst geldig gepubliceerd in 2002 door Schiffler & Azevedo.